# 第1航空軍 (日本軍)
第1航空軍（だいいちこうくうぐん、第一航空軍）は、大日本帝国陸軍の航空軍の一つ。通称号は燕、軍隊符号は1FA。

## 沿革
1942年（昭和17年）4月13日の「軍令陸甲第31号」により編成が命ぜられ、同年6月5日に司令部を岐阜に新設。のち東京府東京市（現・東京23区）に移転し本土防空の任についた。
東京における司令部は、はじめ麴町区（現・千代田区）三宅坂の陸軍省本省だった場所（現・憲政記念館）に所在。1944年（昭和19年）7月に東京都北多摩郡武蔵野町吉祥寺の成蹊大学本館に疎開。なお、司令部壕が埼玉県にあるとも言われている。

## 軍概要

### 司令官
- 安田武雄 中将：1942年6月1日 -
- 寺本熊市 中将：1943年5月1日 -
- 李王垠 中将：1943年7月20日 -
- 安田武雄 中将：1945年4月1日 -

### 参謀長
- 田副登 少将：1942年6月1日 -
- 吉田喜八郎 少将：1943年5月1日 -
- 佐藤正一 少将：1944年3月28日 -
- 原田貞憲 少将：1945年6月1日 -

### 最終司令部構成
- 高級参謀：川辺忠三郎大佐
- 参謀
  - 水谷勉中佐
  - 野崎弘夫中佐（情報）
  - 大平義賢中佐（作戦）
  - 高木作之中佐
  - 近藤進少佐（後方）
  - 阿比留敏雄少佐（通信）
  - 木川保少佐
  - 長嶺正次少佐
  - 調正三少佐
- 高級副官：岡山篤中佐
- 兵器部長：荒川安蔵大佐
- 経理部長：岡馨主計少将
- 軍医部長：森村鹿之助軍医少将
- 法務部長：隅水準一郎法務中佐

### 最終所属部隊
- 第10飛行師団
  - 飛行第18戦隊
  - 飛行第23戦隊
  - 飛行第53戦隊
  - 飛行第70戦隊
- 第5飛行団
  - 飛行第74戦隊
- 第12飛行団
  - 飛行第1戦隊
  - 飛行第11戦隊
- 第16飛行団
  - 飛行第3戦隊
  - 飛行第14戦隊
  - 飛行第75戦隊
- 第1航空軍教育隊
- 第40航空地区司令部
- 第46航空地区司令部
- 第62航空地区司令部
- 第4航空通信司令部
- 第13航空通信連隊